# Murilo Affonso
Murilo Ferraz Affonso (19 juni 1991) is een Braziliaans wielrenner die anno 2017 rijdt voor Soul Brasil Pro Cycling Team.

## Carrière
In 2014 won Affonso goud in de tijdrit op de Zuid-Amerikaanse Spelen door het 39 kilometer lange parcours in Santiago het snelst af te leggen. Carlos Oyarzún en Brayan Ramírez eindigden op de dichtste ereplaatsen.
In 2016 won Affonso de eerste etappe in de Ronde van Rio Grande do Sul door in een sprint met drie Kléber Ramos en Alan Maniezzo voor te blijven. De leiderstrui die hij aan deze etappe overhield gaf hij niet meer uit handen: Affonso won het algemeen klassement met een voorsprong van 53 seconden op Ramos. Tweeënhalve maand later werd hij zevende op het nationale kampioenschap tijdrijden.

## Overwinningen
2014
 Tijdrit op de Zuid-Amerikaanse Spelen
2016
1e etappe Ronde van Rio Grande do Sul
Eindklassement Ronde van Rio Grande do Sul

## Ploegen
- 2011 –  Clube DataRo de Ciclismo-Foz do Iguaçu
- 2012 –  Clube DataRo de Ciclismo
- 2013 –  Clube DataRo de Ciclismo
- 2014 –  Ironage-Colner
- 2015 –  Funvic-São José dos Campos
- 2016 –  Funvic Soul Cycles-Carrefour
- 2017 –  Soul Brasil Pro Cycling Team

Affonso · Coelho · Da Silva · Delai · dos Santos · Egídio · Gonçalves · Melo · Mendes · Panizo · Sales · Seabra · Vieira · Weber
Affonso · Basso · Coelho · dos Santos · Felisberto · Melo · Onesco · Rodrigues · Sales · Seabra · Vieira · Weber
Affonso · Delai · dos Santos · Egídio · Melo · Onesco · Ramos · S.Rodrigues · T.Rodrigues · Sales · Seabra · Weber
Affonso · Clavero · Gaspar · Juárez · Ponciano · Rodrigues · J. Silva · B. Silva · Simón · Tavares · Tozzi · Trillini
Affonso · Almeida · Braga · Bulgarelli · Cardoso · Chamorro · Díaz · Diniz · Garnero · Gaspar · Manarelli · Nazaret · Pereira · Pinheiro · Ramos · A.Santos · D.Santos
Affonso · Almeida · Bulgarelli · Cardoso · Chamorro · Diniz · Gaspar · Mahler · Manarelli · Nazaret · Nicácio · Piedra · Pinheiro · Quirino · Ramos · Urtasun · Machado (stagiair) · Mendonça (stagiair) · Rincón (stagiair)
Affonso · Almeida · Cardoso · Chaman · Chamorro · Godoy · Gohr · Machado · Morais · Nazaret · Nicácio · Pinheiro · Pires · Ranghetti · D. Silva · L. Silva · Simón